# Gourhel
Gourhel (tiếng Breton: Gourhael) là một xã ở tỉnh Morbihan trong vùng Bretagne tây bắc Pháp. Xã này có diện tích 2,83 km², dân số năm 1999 là 402 người. Khu vực này có độ cao từ 62-101 mét trên mực nước biển.
Cư dân của Gourhel danh xưng trong tiếng Pháp là Gourhelois.